# Swami
Swami oder Svami (Sanskrit, m., स्वामिन्, svāmin, Meister) ist ein hinduistischer Ehrentitel, der vereinfacht „Herr“ bedeutet und üblicherweise angesehenen Männern und Lehrern beigegeben wird.
Swami wird dem Namen vorangestellt. Der Titel zeigt an, dass jemand in einem religiösen oder spirituellen Bereich als gelehrt gilt und „hochgeachtet“ wird. Viele Yogis und Gurus trugen diesen Titel, beispielsweise Vivekananda, Sivananda, Sri Yukteswar und Paramahamsa Yogananda.
Etymologisch ist der Begriff nicht auf den religiösen Bereich festgelegt: Er leitet sich ab von sva (eigen, selbst). Die Bedeutungspalette umfasst im Sanskrit Besitzer, Eigentümer, Meister, Herr, Chef, Kommandeur (einer Armee), Ehemann, Geliebter, König, Prinz, spiritueller Lehrer.
Im Hindi kommen noch die Bedeutung „Vorsteher eines religiösen Ordens, Titel für das Höchste Wesen (Vishnu oder Shiva), Titel für einen berühmten Weisen oder Verehrer“ hinzu.
In der Malaii-, der bengalesischen, der Khmer- sowie der Oriya-Sprache bedeutet das Swami Ehemann.
In Deutschland wurde der Titel durch die Praxis von Osho (Bhagwan) bekannt, dessen männliche Anhänger stets mit „Swami“ angesprochen wurden.